# Vetenskapsåret 1849

## Händelser
- Édouard Roche upptäcker principerna för Roche-gränsen, och lyckas förklara varför Saturnus ringar inte klumpar ihop sig till en måne.
- George Gabriel Stokes visar hur solitära vågor kan uppstå genom kombination av periodiska vågor.
- Hippolyte Fizeau och Léon Foucault uppmäter ljushastigheten till cirka 298 000 km/s.

## Pristagare
- Copleymedaljen: Roderick Murchison, skotsk geolog
- Wollastonmedaljen: Joseph Prestwich, brittisk geolog [1]

## Födda
- 25 april - Felix Klein (död 1925), tysk matematiker.
- 26 oktober - Ferdinand Georg Frobenius (död 1917), tysk matematiker.

## Avlidna
- 28 februari - Regina von Siebold (född 1771), tysk obstetriker.
- 9 oktober - William Townsend Aiton (född 1766), brittisk botaniker.
- 14 november - Wilhelm Daniel Joseph Koch (född 1771), tysk botaniker.
- 12 december - Marc Isambard Brunel (född 1769), fransk-brittisk ingenjör.

### Fotnoter
1. ↑  ”Geological Society”. Arkiverad från originalet den 5 juni 2011. https://web.archive.org/web/20110605102217/http://www.geolsoc.org.uk/gsl/society/history/page750.html. Läst 13 april 2011.